# Reggie Lacefield
Reggie Lacefield (Gary, 10 aprile 1945 – 17 dicembre 2023) è stato un cestista statunitense, professionista nella ABA.

## Carriera
Venne selezionato dai Los Angeles Lakers al dodicesimo giro del Draft NBA 1968 (155ª scelta assoluta).